# Белведере (Пескара)
Белведере (итал. Belvedere) је насеље у Италији у округу Пескара, региону Абруцо.
Према процени из 2011. у насељу је живело 81 становника. Насеље се налази на надморској висини од 313 м.